# Montappone
Montappone är en ort och kommun i provinsen Fermo i regionen Marche i Italien. Kommunen hade 1 668 invånare (2018).